# Johan van Strijen
Johan van Strijen (? - Leuven, 8 juli 1594) was een Nederlands geestelijke en een bisschop van de Rooms-Katholieke Kerk.
Van Strijen, Zeeuw van geboorte, studeerde theologie in Leuven waar hij een licentiaat behaalde. Vervolgens was hij werkzaam in de pastorale zorg in Zeeland, laatstelijk als deken van de Sint-Lievensmonsterkerk in Zierikzee. Op 30 mei 1564 werd hij aangesteld als vicaris-generaal van het bisdom Middelburg.
Tijdens het Beleg van Middelburg (1572-1574) vertoefde Van Strijen in deze stad. Na de val van Middelburg en de daaropvolgende overgang van de stad naar de opstand verliet Van Strijen, evenals alle andere rooms-katholieke geestelijken, de stad en vestigde zich eerst in Breda en later in Antwerpen.
Van Strijen werd in 1576 door de landsheer Filips II tot bisschop van Middelburg benoemd; deze benoeming werd door de paus op 4 juni 1576 bevestigd. Hij had echter geen toegang meer tot het grondgebied van het bisdom, en heeft dus zijn zetel nooit in bezit kunnen nemen. Op 15 augustus 1581 vond in Namen zijn bisschopswijding plaats. In de daaropvolgende jaren verrichtte hij enige functies ten behoeve van bevriende bisschoppen, onder meer in Keulen en Roermond, totdat hij in 1586 benoemd werd tot president van het Collegium Regium of Koningscollege in Leuven, een opleidingsinstituut voor priesters. Deze functie bleef hij tot zijn overlijden uitoefenen.